# Raión de Bélaya
El raión de Bélaya (ruso: Бело́вский райо́н) es un distrito administrativo y municipal (raión) ruso perteneciente a la óblast de Kursk. Se ubica en el sur de la óblast. Su capital es Bélaya.
En 2021, el raión tenía una población de 14 659 habitantes.
El raión limita al sur con la óblast de Bélgorod y es fronterizo en una pequeña franja del suroeste con Ucrania. Su territorio es completamente rural.
Por su cercanía a la frontera y a la ciudad de Sudzha, capital de la ocupación ucraniana del óblast de Kursk, el raión de Bélaya es desde 2024 uno de los lugares más peligrosos de Rusia, pues se halla bajo amenaza permanente de incursión militar ucraniana. Las tropas ucranianas llegaron a ocupar parte del raión el 11 de agosto de 2024, día en el que las tropas rusas evacuaron a numerosos civiles del territorio distrital. Aunque los ucranianos se replegaron posteriormente al oeste, la administración rusa sigue desaconsejando el retorno de los evacuados.

## Subdivisiones
Comprende un total de 51 localidades rurales. A efectos de autogobierno local (descentralización), se agrupan en catorce asentamientos rurales, que reciben el nombre tradicional de selsovet (сельсовет), y que son los siguientes:
- Bélitsa
- Bélaya (la capital)
- Bobrava
- Víshnevo
- Guiryi
- Dólguiye Budy
- Ilek
- Komunar
- Kondrátovka (sede del ayuntamiento en Ozerki)
- Máloye Soldátskoye
- Korochka
- Peny
- Peschánoye
- Shchegoliok

El actual mapa de autogobierno local data de varias fusiones de ayuntamientos que tuvieron lugar en 2010. Sin embargo, a efectos de división territorial de los órganos internos federales y de la óblast (desconcentración), se sigue dividiendo en los dieciocho selsovety que se habían definido en 2004, y que crearon sus ayuntamientos conforme a dicho mapa en 2006. Los cuatro selsovety que siguen existiendo como áreas administrativas, pero desde 2010 sin ayuntamiento, son:

- "Oktiabrski" (integrado en Bélaya)
- Kamyshnoye (integrado en Guiryi)
- Mokrúshino (integrado en Ilek)
- Ozerki (antes Oziorki) y Kondrátovka también formaban ayuntamientos separados